# Isola dei Pescatori

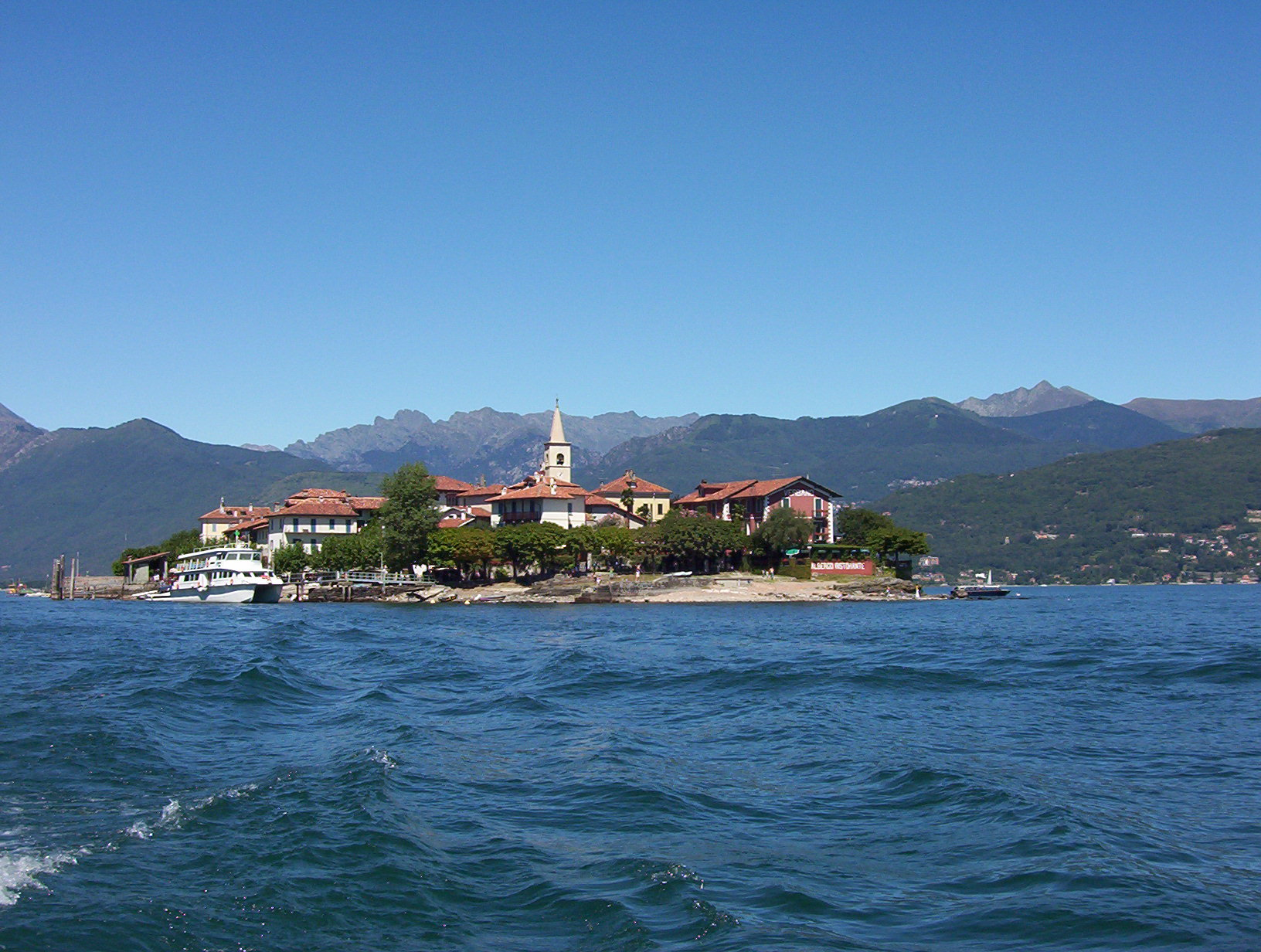
L'Isola Superiore

Isola dei Pescatori is een van de Borromeïsche Eilanden die liggen in het Italiaanse deel van het Lago Maggiore.
Het eiland heet niet voor niets het visserseiland.
Isola dei Pescatori karakteriseert zich als een romantisch vissersdorp, met kronkelende en smalle steegjes. Dit eiland was ook van de Borromeo familie die het eiland exploiteerde. De familie kocht dit eiland in het begin van de 17e eeuw, maar liet het verder wel voor wat het was.
Toeristen kunnen op dit eiland vis eten in een van de vele visrestaurantjes. Ook gaan veel bewoners rondom het Lago Maggiore hier geregeld eten; het hebben van een boot(je) is hiervoor wel noodzakelijk. Omdat dit eiland niet een èchte toeristische trekpleister is zoals de andere eilanden (vanwege de paleizen), is Isola dei Pescatori voor de Italiaan het meest authentieke eiland.
Het eiland heeft de bijnaam Isola Superiore; deze naam wordt door de veerboten als officiële naam gebruikt.